# ورزشگاه فرنتس پوشکاش
ورزشگاه فرنتس پوشکاش (مجاری: Puskás Ferenc Stadion) یک ورزشگاه چند منظوره در شهر بوداپست، مجارستان بود. این ورزشگاه در سال ۱۹۵۳ تأسیس و در سال ۲۰۱۶ تعطیل شد تا ورزشگاه جدید فرنتس پوشکاش بر جای آن ساخته شود.

## تاریخچه
اولین طرح استادیوم ملی در اواخر سال ۱۸۹۶ پیش نویس شد، زمانی که بوداپست شانسی برای میزبانی اولین بازی‌های المپیک مدرن داشت. اگرچه این ورزشگاه تنها در سال ۱۹۵۳ تکمیل شد و هرگز میزبان بازیهای المپیک نبود، اما جایگاه بسیاری از اجراهای به‌یادماندنی در مجارستان شد. به عنوان مثال، گروه کوئین در سال ۱۹۸۶، یوتو در سال ۱۹۹۳ و مایکل جکسون در سال ۱۹۹۶ در این استادیوم حضور داشتند. همچنین تیم طلایی مجارستان در همین ورزشگاه در بازی برگشت در مقابل انگلستان هفت بر یک مسابقه را برد. ورزشگاه ملت نامی که ابتدا بر آن گذاشته شد در سال ۲۰۰۲ به افتخار فرانس پوشکاش بازیکن سرشناس مجار تغییر داده شد. به علت بازسازی کامل، ورزشگاه در سال ۲۰۱۶ بسته و وزرشگاه جدید در سال ۲۰۱۹ بازگشایی شد.

## نگارخانه

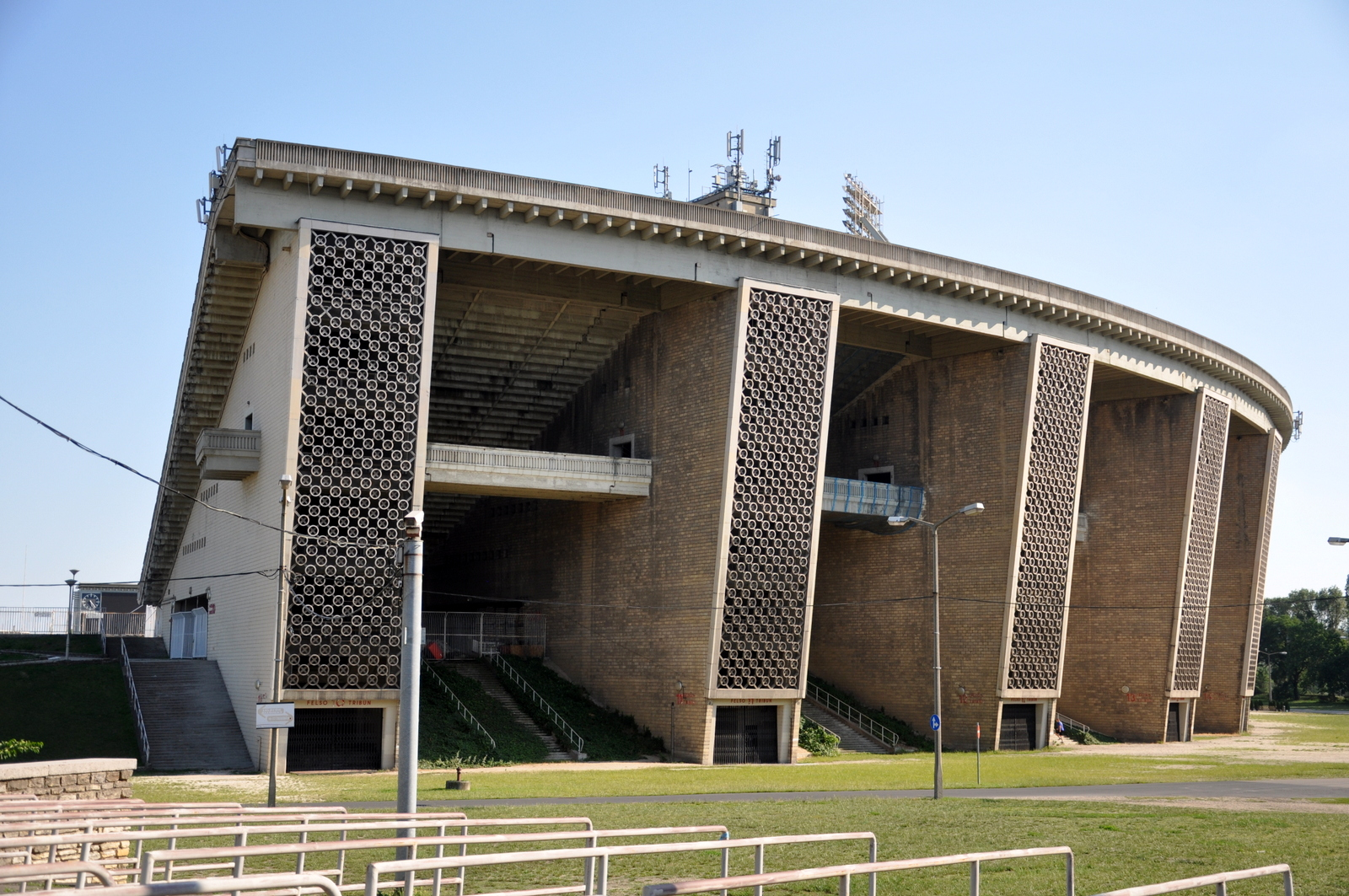
نمای ورزشگاه
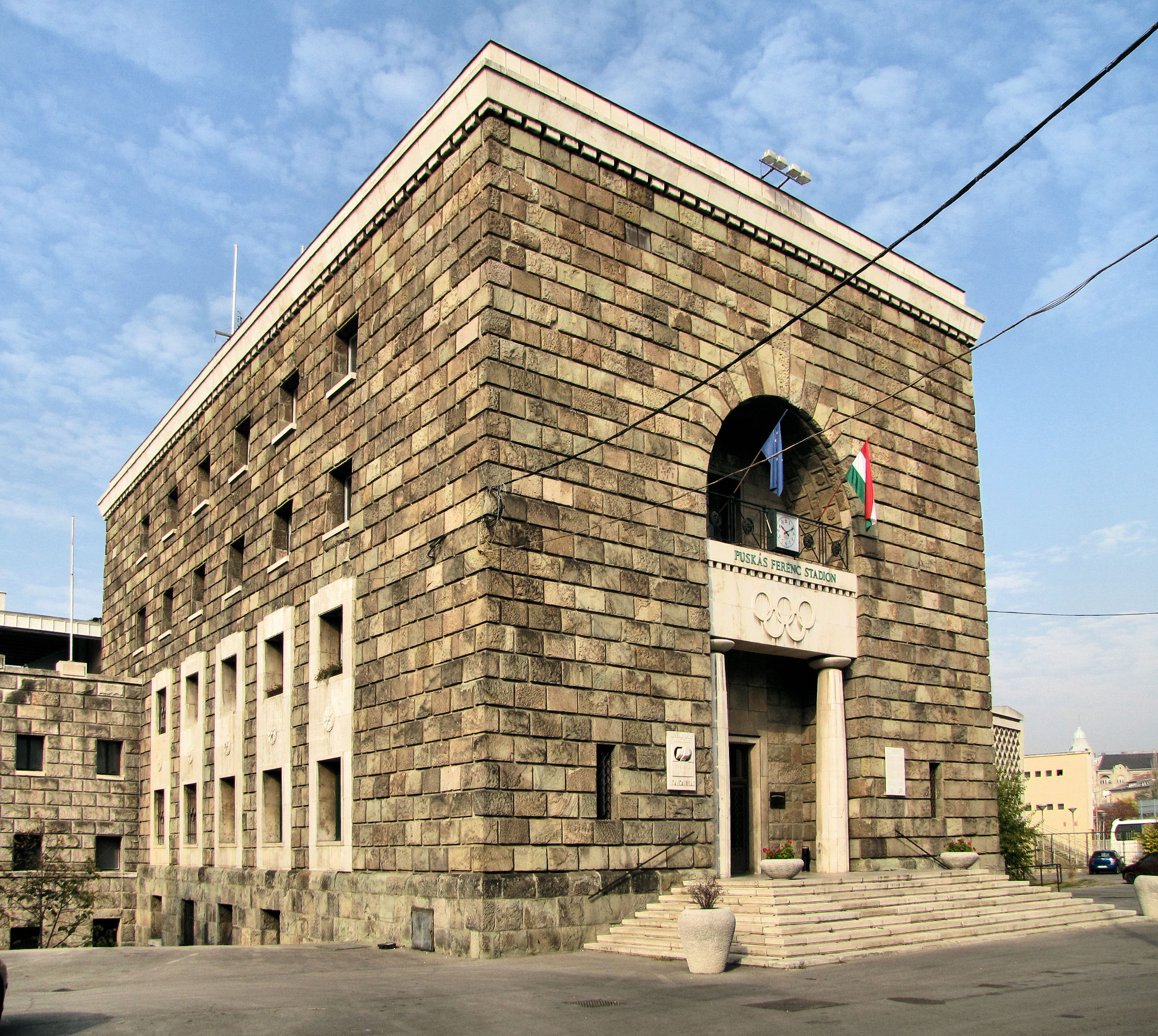
در ورودی ورزشگاه
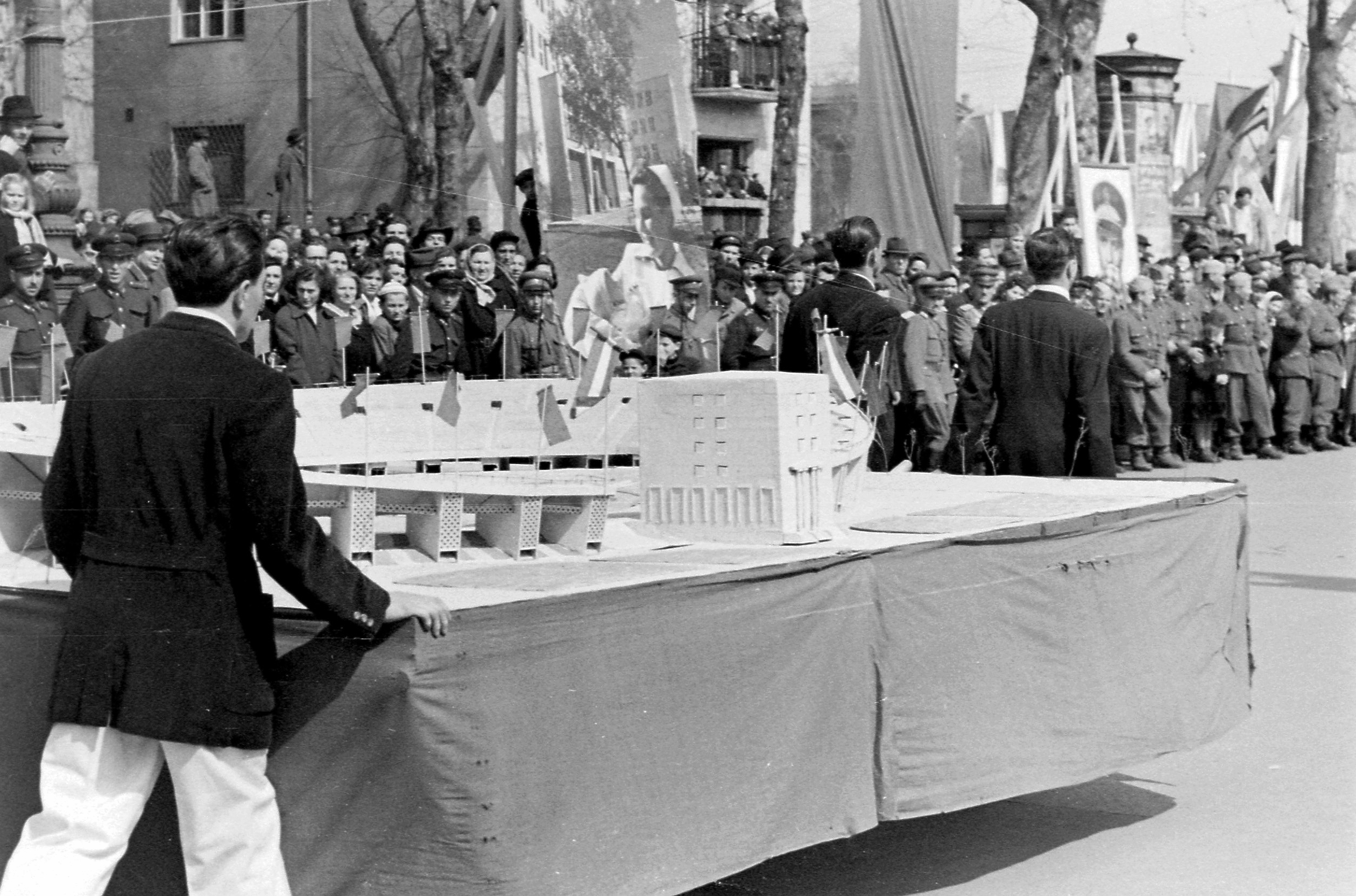
ماکت ورزشگاه